# Alan Freed
Albert James Freed, també conegut com a Moondog (Windber, Pennsilvània, 15 de desembre de 1921 - Palm Springs, Califòrnia, 20 de gener de 1965) fou un disc jockey estatunidenc que va passar a ser reconegut internacionalment per promocionar música rhythm & blues afroamericana en ràdios dels Estats Units i d'Europa sota el nom de rock and roll.
La seva carrera va ser destruïda per l'escàndol payola, que va enfonsar la indústria radiofònica a principi de la dècada del 1960. Estigué casat amb Betty Lou Bean (1943-1949), Majorie J. Hess (1950-1958) i Inga L. Bolingwhom (1959-1965). El 1965 va morir per cirrosi.